# Seinäjoki centralplan
Seinäjoki centralplan (fi: Seinäjoen keskuskenttä), är en fotbollsarena i Seinäjoki i Södra Österbotten, invigd 1952. De båda fotbollsklubbarna Sepsi-78 och TP-Seinäjoki delade på arenan till 2007 då de slogs samman, varefter den nya föreningen SJK har arenan som hemmaplan.